# 中国哲学者
中国哲学者（ちゅうごくてつがくしゃ）は、特に前近代の中国思想を専攻する哲学者、思想史家。古くは支那哲学者（しなてつがくしゃ）と呼称した。

## 日本
1904年、東京帝国大学支那哲学科（後に中国哲学科、中国思想文化学科を経て、中国思想文化学研究室）が開設。従来の漢学と異なり、西洋近代の哲学（Philosophy）が受容された後の新しい学科である。